# Remigia
Remigia is een geslacht van vlinders van de familie spinneruilen (Erebidae).

## Soorten
- R. alterna Walker, 1858
- R. ancilla Warren, 1913
- R. annetta Butler, 1878
- R. antillesia Hampson, 1913
- R. bahamica Hampson, 1913
- R. camptogramma Dognin, 1919
- R. conveniens Walker, 1858
- R. cubana Hampson, 1913
- R. diffluens Guenée, 1852
- R. diplocyma Hampson, 1913
- R. discios Kollar, 1848
- R. disseverans Walker, 1858
- R. dolosa Butler, 1880
- R. escondida Schaus, 1901
- R. frugalis Fabricius, 1775
- R. guenei Möschler, 1880
- R. incurvalis Schaus, 1923
- R. inferna Leech, 1900
- R. inornata Holland, 1894
- R. latipes Guenée, 1852
- R. laxa Walker, 1858
- R. marcida Guenée, 1852

- R. mayeri Boisduval, 1834
- R. munda Walker, 1865
- R. mutuaria Walker, 1858
- R. paraguayica Hampson, 1913
- R. persinuosa Hampson, 1910
- R. propugnata Leech, 1900
- R. ramifera Hampson, 1913
- R. repanda Fabricius, 1794
- R. sobria Möschler, 1880
- R. texana Morrison, 1874
- R. trifasciata Stephens, 1829
- R. undata Fabricius, 1775
- R. undifera Hampson, 1913
- R. vitiensis Hampson, 1913
- R. xylomiges Snellen, 1880